# Ōza 1961
L'Ōza 1961 è stata la nona edizione del torneo goistico giapponese Ōza.

## Svolgimento
- W indica vittoria col bianco
- B indica vittoria col nero
- X indica la sconfitta
- +R indica che la partita si è conclusa per abbandono
- +N indica lo scarto dei punti a fine partita
- +F indica la vittoria per forfeit
- +T indica la vittoria per timeout
- +? indica una vittoria con scarto sconosciuto
- V indica una vittoria in cui non si conosce scarto e colore del giocatore

|  | Primo turno        | Primo turno        | Primo turno |  |  | Secondo turno   | Secondo turno   | Secondo turno |       |                 | Semifinali      | Semifinali    | Semifinali |  |  | Finale | Finale | Finale |
|  |                    |                    |             |  |  |                 |                 |               |       |                 |                 |               |            |  |  |        |        |        |
|  | Masao Sugiuchi     | Masao Sugiuchi     | V           |  |  |                 |                 |               |       |                 |                 |               |            |  |  |        |        |        |
|  | Takeo Kajiwara     | Takeo Kajiwara     |             |  |  | Masao Sugiuchi  | Masao Sugiuchi  |               |       |                 |                 |               |            |  |  |        |        |        |
|  | Hidehiro Miyashita | Hidehiro Miyashita |             |  |  | Kaku Takagawa   | Kaku Takagawa   | W+R           |       |                 |                 |               |            |  |  |        |        |        |
|  | Kaku Takagawa      | Kaku Takagawa      | B+R         |  |  |                 |                 |               |       | Kaku Takagawa   | Kaku Takagawa   | B+R           |            |  |  |        |        |        |
|  | Dogen Handa        | Dogen Handa        |             |  |  |                 | Keishi Hisai    | Keishi Hisai  |       |                 |                 |               |            |  |  |        |        |        |
|  | Keishi Hisai       | Keishi Hisai       | V           |  |  | Keishi Hisai    | Keishi Hisai    | B+R           |       |                 |                 |               |            |  |  |        |        |        |
|  | Tatsuaki Iwata     | Tatsuaki Iwata     |             |  |  | Hosai Fujisawa  | Hosai Fujisawa  |               |       |                 |                 |               |            |  |  |        |        |        |
|  | Hosai Fujisawa     | Hosai Fujisawa     | W+0,5       |  |  |                 |                 |               |       |                 | Kaku Takagawa   | Kaku Takagawa | 1          |  |  |        |        |        |
|  | Shoji Hashimoto    | Shoji Hashimoto    | V           |  |  |                 | Eio Sakata      | Eio Sakata    | 2     |                 |                 |               |            |  |  |        |        |        |
|  | Yoshimi Hashimoto  | Yoshimi Hashimoto  |             |  |  | Shoji Hashimoto | Shoji Hashimoto | B+3,5         |       |                 |                 |               |            |  |  |        |        |        |
|  | Ichigen Okubo      | Ichigen Okubo      | V           |  |  | Ichigen Okubo   | Ichigen Okubo   |               |       |                 |                 |               |            |  |  |        |        |        |
|  | Hideyuki Fujisawa  | Hideyuki Fujisawa  |             |  |  |                 |                 |               |       | Shoji Hashimoto | Shoji Hashimoto |               |            |  |  |        |        |        |
|  | Toshiro Yamabe     | Toshiro Yamabe     | W+R         |  |  |                 | Eio Sakata      | Eio Sakata    | W+8,5 |                 |                 |               |            |  |  |        |        |        |
|  | Katsuji Kada       | Katsuji Kada       |             |  |  | Toshiro Yamabe  | Toshiro Yamabe  |               |       |                 |                 |               |            |  |  |        |        |        |
|  | Nobuaki Maeda      | Nobuaki Maeda      |             |  |  | Eio Sakata      | Eio Sakata      | W+7,5         |       |                 |                 |               |            |  |  |        |        |        |
|  | Eio Sakata         | Eio Sakata         | W+R         |  |  |                 |                 |               |       |                 |                 |               |            |  |  |        |        |        |

## Finale
La finale è una sfida al meglio delle tre partite.